# Gembo
De N.V. Chemische Fabriek "Gembo" was een waterglasfabriek te Winschoten die op 23 oktober 1915 werd gesticht op initiatief van apotheker en eerste directeur Jan Albert Koning (1882-1960). De naam Gembo staat voor "Gemeenschappelijke Energie Maakt Bloeiende Ondernemingen".

## Geschiedenis
Jan Albert Koning nam, samen met enkele andere zakenlieden, in 1915 het initiatief tot het oprichten van een industriële onderneming die waterglas zou gaan produceren, wat een hulpstof was voor de strokartonindustrie, die in dit deel van Nederland prominent aanwezig was. Het werd namelijk in grote hoeveelheden als kleefstof gebruikt. De crisis die op de Eerste Wereldoorlog volgde leidde tot een faillissement, waarna de onderneming in 1923 opnieuw werd opgericht. In 1933 kreeg Gembo een vestiging in Amsterdam, in de vorm van het kantoor van de firma J. Rose & Co., aan de Prinsengracht 762. Dit werd een verkoopkantoor voor lakken.
Tijdens de Tweede Wereldoorlog brandde op de dag van de capitulatie de lakfabriek af, hetgeen de bezetter weet aan sabotage. Jan Albert Koning werd in 1942 door de bezetter gegijzeld in Kamp Sint-Michielsgestel, wat zijn gezondheid heeft aangetast.
Jan Albert Koning haalde in februari 1941 de apotheker dr. Teunis Potjewijd naar Gembo als secretaris van de directie. In juli 1945 maakte Jan Albert Koning bekend te zullen terugtreden als directeur met ingang van 1 januari 1946. Potjewijd werd met ingang van 1 januari 1946 tot statutair directeur benoemd. Hij heeft die positie bekleed tot aan zijn pensionering op 1 februari 1968. In het bestuursjaar 1968-1969 was hij voorzitter van de AWVN (Algemene Werkgeversvereniging Nederland). Potjewijd bekleedde daarnaast verschillende maatschappelijke functies in Winschoten en omstreken en heeft tevens een boek over de geschiedenis van Winschoten geschreven.
In 1948 werd de drukinktfabriek Graficolor van de gebroeders Hartmann te Amsterdam aangekocht, dat genaast Duits bezit was. Hier zou een opslagterrein komen en er kon ook drukinkt worden bereid. In de jaren vijftig start Gembo een nieuwe fabriek in Amsterdam-Noord, aan de overkant van het Nieuwendammerkanaal. het waterglas ging van daar per pijpleiding naar Ketjen. In 1952 raakte Gembo betrokken bij de plannen voor de bouw van een sodafabriek in Delfzijl.

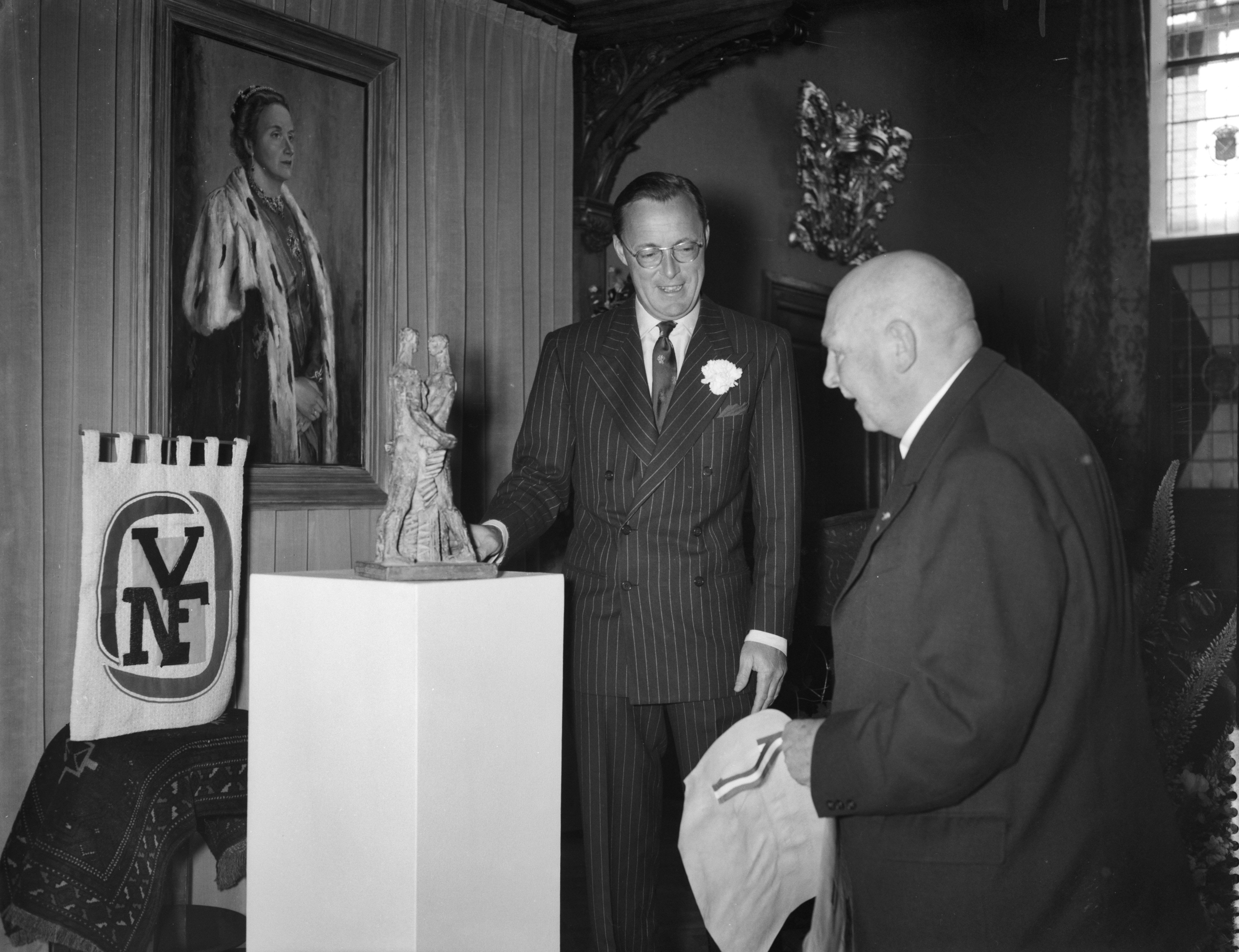
Uitreiking van de Koning Willem I-prijs door prins Bernhard aan J.A. Koning

Op 1 juni 1956 bezocht Prins Bernhard van Lippe-Biesterfeld de Gembo fabriek in Winschoten. In 1958 kreeg het bedrijf de Koning Willem I-prijs voor innovatieve ondernemers.
De Koninklijke Nederlandse Zoutindustrie bood in 1959 de aandeelhouders van Gembo aan hun aandelen over te nemen. Daarmee eindigde het zelfstandige bestaan van Gembo waarna het in 1961 een werkmaatschappij werd van de Koninklijke Nederlandse Zoutindustrie. In 1961 gingen de Koninklijke Nederlandse Zoutindustrie en Ketjen samen tot Koninklijke Zout Ketjen. De aankoop van soda en de verkoop van waterglas aan Ketjen werd daarmee een intra-groep aangelegenheid. In 1962 sloot de Sikkens groep zich aan bij Koninklijke Zout Ketjen. Uit opeenvolgende fusies en overnames is hieruit AkzoNobel ontstaan. De door Gembo geproduceerde Valspar lakken werden na de overnamen door Sikkens overgenomen. Het merk Valspar werd nog enige tijd gehanteerd voor doe-het-zelfverven, maar het is later uit het assortiment verdwenen.
In 1968 vond te Winschoten een explosie plaats in de foezelfabriek. In de jaren daarna is de vestiging in Winschoten overgegaan van Akzo → Akzo Nobel → Akzo-PQ Silica → PQ Europe B.V.
Een groot deel van de Gembo fabrieken zijn tegenwoordig gesloten, behalve de waterglasfabriek. De vestiging in Winschoten maakt tegenwoordig nog steeds waterglas en kristalsoda en daarnaast ook biersilica. In 1981 werd de waterglasproductie te Nieuwendam gestaakt. Ze werd geconcentreerd te Winschoten en van daar uit per verwarmd schip naar Amsterdam vervoerd.

## Producten en processen

### Waterglas
Waterglas in de vorm van natriumsilicaat wordt vervaardigd uit watervrije soda en watervrij zand, in een oven bij een temperatuur van ongeveer 1400 °C. Daarnaast bestaat kaliumsilicaat, dat vervaardigd wordt uit potas en watervrij zand. Uit de oven gekomen versplinteren de brokken tijdens het afkoelen, en de brokken werden vervolgens in roterende trommels onder druk in water opgelost. Het waterglas wordt in vaten of tanks afgeleverd. Tegenwoordig wordt er gebruikgemaakt van statische oplossers, waarin het vaste glas onder hoge druk in water wordt opgelost. Als grondstof voor de waterglasproductie wordt zilverzand uit België gebruikt, dat per schip wordt aangevoerd. Waterglas wordt gebruikt als kleefstof in de strokarton- en papierindustrie, in wasmiddelen, voor het conserveren van eieren, en bij de bereiding van zuur- en vuurvast cement.

### Foezelolie
Foezelolie is het restant van de alcoholindustrie en bevat de hogere alcoholen. Dit werd gedistilleerd en hieruit werden esters en amyl-alcohol bereid. Esters werden voor etherische oliën en in de lakindustrie gebruikt, en amyl-alcohol werd in de zuivelindustrie aangewend bij de bepaling van het vetgehalte van melk. Gembo vond een procedé uit om gebruikte amyl-alcohol terug te winnen.

### Kristalsoda
Kristalsoda is de gekristalliseerde vorm van watervrije soda, die dus gemakkelijk uit een der grondstoffen voor het waterglas kon worden vervaardigd.

### Borax
Vanaf 1929 werd door Gembo ook borax bereid. Dit wordt gebruikt in email- en aardewerkfabrieken, en ook als desinfectiemiddel. Het wordt vervaardigd uit borax-erts dat, samen met chemicaliën, in water tot oplossing wordt gebracht. De oplossing wordt gezuiverd en het nu ontstane zogenaamde moederloog wordt afgekoeld, waarbij grote kristallen ontstaan die zich afzetten op daartoe aangebrachte ijzeren staven. Sneller gaat de productie van boraxgries, ofwel kleine kristallen die ontstaan als de oplossing bij vacuüm wordt ingedampt.

### Vernis en lak
Vernissen en lakken werden geproduceerd vanaf 1932. Hierbij konden producten van de foezelolie-distillatie als oplosmiddel worden aangewend. Lakken werden geproduceerd op basis van lijnolie, op basis van nitrocellulose en op basis van kunsthars. Hiervoor verwierf men de productierechten van de Amerikaanse Valsparlakken.

### Drukinkt
Sedert 1939 werd drukinkt geproduceerd in een afzonderlijke fabriek te Winschoten, en sedert 1948 ook te Amsterdam. Vrij snel na de fusie met Sikkens, in 1963, brandde de drukinktfabriek af. De inktproductie werd voortgezet in de leegstaande verffabriek te Winschoten, omdat de verfproductie naar andere Sikkensbdrijven was overgebracht.

## Externe bron
- Vijfentwintig jaren Gembo, 1948, jubileumbrochure. Wageningen: N.V. Drukkerij Vada.
- Ad. Leemans, Zand Vuur Soda: 75 jaar waterglasproductie in Winschoten, 1998
- Roef Ankersmit en Henk Kolkman, "De Akzo Chemie Divisie. Het railvervoer van Akzo Novel" in Op de rails, augustus 2010, p. 396-402. http://www.industriespoor.nl/AkzoChemieOdR2010_8.pdf